# Pi Puppis
Pi Puppis, eller Ahadi, är en trippelstjärna och en variabel stjärna av typen halvregelbunden variabel (SRD:) i stjärnbilden i Akterskeppet. 
Stjärnan har en fotografisk magnitud som varierar 2,8-2,87 utan påvisad periodicitet.